# Прокопенко В'ячеслав Васильович
В'ячеслав Васильович Прокопенко (27 червня 1950 року, Магнітогорськ, РРФСР — 31 жовтня 2020 року, Київ, Україна) — радянський, український кінорежисер, сценарист. Член Національної спілки кінематографістів України.

## Біографічні відомості
Народився 27 червня 1950 року у Магнітогорську (Росія) в родині службовця. Закінчив кінорежисерський факультет Київського державного інституту театрального мистецтва імені Івана Карпенка-Карого (1975).
Працював на кіностудії імені Олександра Довженка. Як актор знімався у картинах «Випадкова адреса» (1972), «Весілля» (1973, СРСР—Югославія).
Режисер-постановник та сценарист кінокартини «Ведмежа» (1981, за мотивами повісті С. M. Сергеєва-Ценського; студія «Київнаукфільм»).
На кіностудії «Київнаукфільм» створив як режисер понад 50 телевізійних ігрових та неігрових фільмів, серед яких: «Голоси України», «Інтерв'ю з самим собою», «До рідних витоків» (1978), «Чому світить сонце?» (1983), «Акварелі Волошина» (1988), «Вінець творіння»(1990), тощо; автор сценарію стрічки «Музей Ханенків» (1992, реж. Г. Юнда) та ін.
Автор книг: «Основной закон механики небесных сфер» (видавництво «Український письменник», Київ, 2009); «Сокровище: Историческое расследование» (видавництво «Український письменник», Київ, 2012).
Лауреат багатьох республіканських, всесоюзних та міжнародних кінофестивалів.
Зокрема, фільм «Я—Київ» відкривав всесвітню виставку у Монреалі та був удостоєний спеціальної відзнаки.
Фільм «Деталь» отримав золоту медаль у Москві. Картина «Солідарність» — приз та диплом фестивалю «Людина праці на екрані».
Картину «Фокус» було нагороджено призом, медаллю та дипломом за найкращий фільм на Європейському фестивалі Екофільмів у Братіславі.